# Asynacta exigua
Asynacta exigua är en stekelart som först beskrevs av Christian Gottfried Daniel Nees von Esenbeck 1834.  Asynacta exigua ingår i släktet Asynacta och familjen hårstrimsteklar. Inga underarter finns listade.